# The Freewheelin’ Mark Arm
«The Freewheelin’ Mark Arm» (рус. Марк Арм сам по себе) — единственный сингл вокалиста группы Mudhoney Марка Арма, выпущенный в 1990 году на лейбле Sub Pop. Сингл состоит из двух кавер-версий в исполнении Арма — «Masters of War» Боба Дилана и «My Life with Rickets» Бо Диддли. Также, само название и обложка сингла пародирует альбом Дилана The Freewheelin’ Bob Dylan.

## Список композиций
| №                   | Название               | Автор(ы)             | Длительность |
| ------------------- | ---------------------- | -------------------- | ------------ |
| 1.                  | «Masters of War»       | Боб Дилан            | 4:00         |
| 2.                  | «My Life with Rickets» | Бо Диддли / Марк Арм | 2:14         |
| Общая длительность: | Общая длительность:    | Общая длительность:  | 6:14         |